# 玛瑙泉

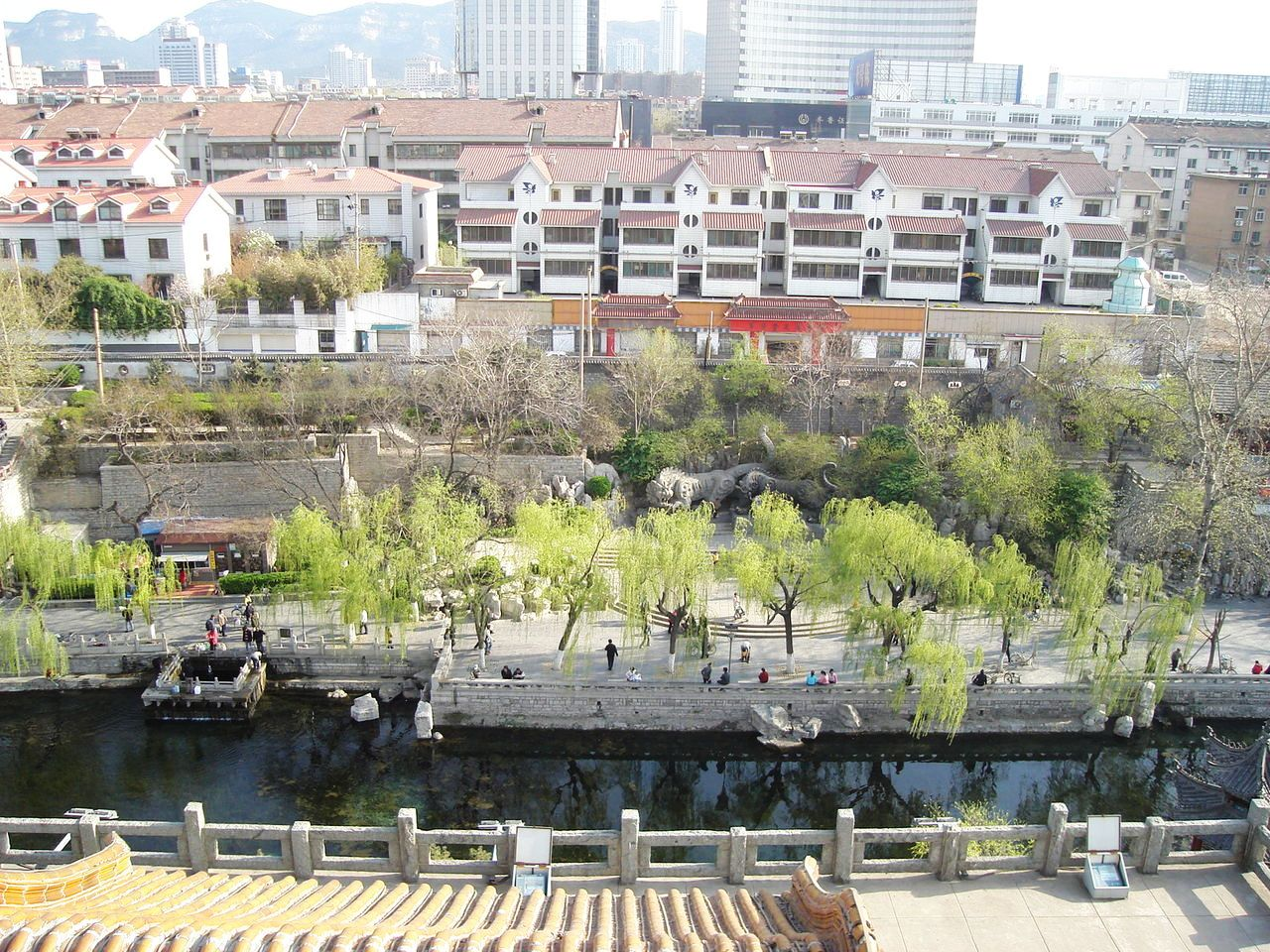
自解放阁俯瞰南护城河，左侧方形泉池即玛瑙泉

玛瑙泉位于中国山东省济南市历下区环城公园内，原济南护城河南岸，西邻黑虎泉，北与白石泉隔岸相对。因自池底涌出的气泡在阳光照射下光彩夺目，如同玛瑙而得名。该泉曾载于1928年的《历城县乡土调查录》（“在县城东南三皇庙下崖桥西南”），2004年4月评选新七十二名泉时增入，隶属黑虎泉泉群。现状池岸为块石所砌，呈方形，长3.7米，宽3.2米，深2.2米，四周筑以围栏。自泉眼中涌出的泉水经泉池北壁的石洞落入护城河，状如垂帘。